# Глещава
Глещава (укр. Глещава) — село в Ивановской сельской общине Тернопольского района Тернопольской области Украины.
До 2020 года входило в Теребовлянский район.
Население по переписи 2001 года составляло 779 человек. Занимает площадь 3,855 км². Почтовый индекс — 48136.

## Известные люди
В селе родился поэт, переводчик, педагог С. А. Езерский.